# Johann Jacob Stolterfoht
Johann Jacob Stolterfoht, auch Johann Jakob Stolterfoht (* 19. Oktober 1665 in Schleswig; † 1. April 1718 in Lübeck) war ein deutscher Mediziner, Hochschullehrer an der Universität Greifswald und Stadtphysicus von Lübeck.

## Leben
Johann Jacob Stolterfoht war ein Sohn des Schleswiger Ratsherrn und späteren Lübecker Ratsapothekers Jacob Stolterfoht (1623–1696) und seiner Frau Elisabeth, geb. Schröder. Sein Großvater war der Lübecker Pastor Jacob Stolterfoht.
Er besuchte, unterbrochen von Aufenthalten in Schleswig und Rhena, das Katharineum zu Lübeck und studierte ab 1665 zunächst Evangelische Theologie an der Universität Wittenberg, wo er bei Abraham Calov wohnte. Nachdem er Respondent mehrerer Disputationen war, graduierte er zum Magister. Im April 1687 ging er nach Rostock zu Justus Christoph Schomer. Als Magister legens hielt er einige Vorlesungen, entschied sich dann aber, Humanmedizin zu studieren. Er wurde Teil des Privatissimum von Johann Gerdes und ging mit diesem an die Universität Greifswald. 1692 wurde er hier zum Dr. med. promoviert.
Im selben Jahr unternahm er eine Studienreise in die Niederlande und nach England, von dort über die Niederlande und Süddeutschland nach Italien. Die Rückreise führte ihn 1693 über Wien, Leipzig und Frankfurt an der Oder.
1693 wurde er zum zweiten Professor der Medizin in Greifswald berufen. 1698 entschied er sich, nach Lübeck zurückzukehren und hier als Arzt zu praktizieren. Am 22. August 1708 berief ihn der Lübecker Rat zum zweiten und am 6. Juli 1712 zum ersten Stadtphysicus, jeweils als Nachfolger von Johann Nolto.
Er besaß eine umfangreiche Bibliothek und medizinische Studiensammlung.
Seit 1693 war er verheiratet mit Dorothea Elisabeth, geb. Rango, einer Tochter von Konrad Tiburtius Rango. Sie starb jedoch schon 1694. 1697 heiratete er in Lübeck Gertrud, geb. Nummen, eine Tochter des Kaufmanns Peter Nummen und Stieftochter des Arztes Johannes Friedrich Müller. Zwei Söhne aus der zweiten Ehe starben im Kindesalter; nur eine Tochter Gertrud Elisabeth überlebte ihn.

## Schriften
- (Praeses: Johann Nicolaus Hardtschmidt) […] ex I. Sam. VI, 5. Exercitatione Philologica, Praeside … M. Johanne Nicolao Hardtschmidt/ Argent. … Publico symphilologuntōn submittit Examini Resp. Joh. Jacobus Stolterfoht, Sleswic. Holsat. In Auditorio Maiori, d. IX. Septembr. An. 1685. horis matutinis. Schrödterus, Wittebergae 1685, 7:711046B im VD 17.
- (Praeses: Georg Pasch) Dissertationem Physicam De Brutorum Sensibus atque Cognitione, Pro Loco In … Facultate Philosophica … concesso … Cartesianis Aliisque publice opponet Praeses M. Georgius Pasch, Gedanensis. Respondente Jo. Jacobo Stolterfoht, Slesvvicensi Holsato. Ad diem 30. Mart. Anno 1686. ... Wittenbergae: Fincelius 1686 (Digitalisat, SLUB)
- (Moderator: Simon Friedrich Wolffhardt) Problema Morale Quid Homini naturaliter pro vita liceat / Moderatore … Dno. M. Si: Frider. Wolffhardto … Specimine Academico disquirendum exponet, hor. antemerid. in Audit. Major. Auctor M. Johannes Jacobus Stolterfoht, Sleswic. Holsat. Anno M DC LXXXVI. ad D. 24. Iul. [Wittenberg]: Fincelius 1686 (Digitalisat, SLUB)Universitäts- und Landesbibliothek Sachsen-Anhalt
- Syllexis Positionum Moralium Iuxta Philosophiam Scholasticam / Quas … Consentiente … Facultate Philosophica ventilandas proponent Praeses M. Joahannes Jacobus Stolterfoht & Respondens Johannes Henricus Döbelius, Rostochiensis. In AUdit. Boreali die 9. Februar. An. M DC LXXXIX. Rostock: Wepplingius 1689 (Digitalisat, Universitätsbibliothek Rostock)
- Auctoritate & Consensu Gratiosissimi Medicorum Ordinis in Illustri Gryphica, Ideam Errantem in Ecstasi s. Enthusiasmo conspicuam / Praeside … Johanne Gerdesio, Med. Doct. & Prof. … Patrono … devenerando, in Dissertatione Inaugurali Pro Licentia … Publico sistit eruditorum Examini M. Joh. Jac. Stolterfoht, Lubec., D. 28. April. A.O.R. M.DC.XCII. ... Gryphiswaldiae: Starckius 1692 (Digitalisat, Universitätsbibliothek Erlangen-Nürnberg)
- Prognosin Medicam Dictis & Effatis ex Tripode Certiorem Praesidente … Nicolao Bielke … Coronam cum reliquis Doctoralibus Insigniis ob merita decretam conferet … Johanni Jacobo Stolterfoht, Lubec. … Ea, qua par est reverentia & humanitate invitat Johannes Gerdes, Phil. & Med. Doct. ... Gryphiswaldiae: Starckius 1692
- Programma Quo more recepto Magnificum Academiae … Fautores Omnes ad audiendam Dispuationem Inauguralem quam De Ecstasi s. Enthusiasmo … ad diem XXVII. April. … habebit … Joh. Jac. Stolterfoht, ea qua par est humanitate invitat, Facultatis Medicae Decanus Johannes Gerdes, Ph. & Med. D. & Prof. Publ. Ord. Gryphiswaldiae: Starckius 1692
- Disputatio Medico-Physica De Idea Errante In Monstrorum Generatione / quam … Facultatis Medicae ad diem XXI. Novembris Anno MDCXCV … Praeside Jo. Jac. Stolterfoht, Philos. & Medic. Doct. … Placidae Eruditorum Disquisitioni subiiciet Respondens Daniel Gerhardus Heisius, SS. Theol. & Philos. Studios. Stada-Bremensis. Gryphiswaldiae: Starckius 1695 (Digitalisat, Staatsbibliothek Berlin)
- Physiologia In Nuce: [… Gryphiae Pomeranorum Prid. Non. Mart. A.O.R. MDCXCVII.] / Ex Privato Discursu … Johannis Jacobi Stolterfohti, Phil. & Med. Doct. Eiusdemque Prof. Publ. … adornata, ac sub Ipsius Praesidio, in Illustri Gryphica, Novem Disputationibus … repetita a Siegismundo Augusto Pfeiffero, Aug. Fil. Silesio, Philiatro. Gryphiswaldiae: Starckius [1697] (Digitalisat, Staatsbibliothek Berlin)
- Jo. Jac. Stolterfohti, D. Medici Lubecensis & Prof. Gryphisw. Dissertatio Epistolica De Sudore Sanguineo / Quam Ex Museo officiose mittit Viro … Dn. M. Bernhardo Krechting, Ministerii Lubecensis Seniori … & ad D. Mariae Pastori … Dn. Affini suo, Parentis loco omni pietatis ac Honoris cultu aetatem devenerando. Lubecae: Schmalhertzius [1698] (Digitalisat, Universitätsbibliothek Göttingen)
- Vectigal Connubiale Margaritiferum sive Uniologia Physico-Medica: In Memoriam Iubilaei Gamici, Viri Pl. Reverendo Nobilissimo atq[ue] Clarissimo Domino M. Bernhardo Krechtingio … nec non … Matronae Margaretae Stolterfohtiae Amitae suae dilectissimae, post decem transacta Felicissimi Matrimonii Lustra fausto celebrati omine Tabulis affixa votivis. Lubecae: Schmalhertzius [1700] (Digitalisat, Universitätsbibliothek Erlangen-Nürnberg)